# Комаровка (платформа)
Комаровка (укр. Комарівка) — железнодорожная платформа Южной железной дороги, находящаяся в г. Пивденное в болотистой низине. Поезда дальнего следования по платформе Комаровка не останавливаются.

## История
Платформа построена в селе Комаровка (которое в настоящее время входит в город Пивденное).
- 1941, октябрь — оккупирована вермахтом.
- 1943, 29 августа[2] — освобождена 93-й гвардейской Харьковской и 305-й стрелковыми дивизиями 69-й армии СССР.

## Путевое развитие
Чётный и нечётный пути перегона Покотиловка — Мерефа. Ранее платформа находилась на территории ныне упразднённой станции Комаровка.

## Сооружения
Здание вокзала с кассой, автомобильный переезд.

## Поезда
Участок Харьков — Мерефа обслуживается исключительно электропоездами ЭР2, ЭР2Р, ЭР2Т депо Харьков. В чётном направлении поезда идут до станции Харьков-Пассажирский, в нечётном — до станций Мерефа, Змиёв, Борки, Лихачёво, Беляевка, Лозовая, Власовка, Красноград.